# Танген, Харальд
Харальд Нильсен Танген (норв. Harald Nilsen Tangen; род. 3 января 2001, Ставангер, Ругаланн) — норвежский футболист, полузащитник клуба «Викинг».

## Клубная карьера
Танген — воспитанник клубов «Ставангер», «Ваулен» и «Викинг». 22 июля 2018 года в матче против «Йерва» он дебютировал в Первом дивизионе Норвегии в составе последних. Летом 2019 года Танген был арендован клубом «Тромсдален». 2 июня в матче против «Рёуфосса» он дебютировал за новую команду. 23 июня в поединке против «Саннес Ульф» Харальд сделал «дубль», забив свои первые голы за «Тромсдален». По окончании аренды Танген вернулся в «Викинг». 22 сентября 2022 года в матче против «Волеренги» он дебютировал в Типпелиге. В 2020 году Танген на правах аренды выступал за «Осане». После окончания аренды игрок вернулся в «Викинг». 27 мая 2021 года в поединке против «Мьёндалена» Харальд забил свой первый гол за клуб. 

## Международная карьера
В 2018 году в составе юношеской сборной Норвегии Танген принял участие в юношеском чемпионате Европы в Англии. На турнире он сыграл в матчах против команд Португалии и Словении.